# Hoachanas
Hoachanas est une bourgade de 3 000 habitants dans la région d'Hardap située dans centre sud de la Namibie, à 55 km au nord-est de Kalkrand.
Ce village est situé à l'intersection des routes C21 de Kalkrand, et C15 de Dordabis à Stampriet et fait partie de la circonscription électorale de Mariental.
Habité depuis au moins 1695, Hoachanas est le village principal de la tribu de la Nation rouge qui est la tribu la plus importante du peuple Nama.
Tous les chefs tribaux de la Nation rouge ont leur domicile dans le village. Hoachanas fut aussi le lieu de résidence du pasteur Markus Kooper, qui était un enseignant et militant anti-apartheid.
Hoachanas possède un collège (au sens français) baptisé Noach Tsai-Tsaib qui était un chef de tribu.

## Géographie
Hoachanas est situé sur le Plateau central de la Namibie. Le couvert végétal est une steppe constituée d'acacias et de buissons typiques de la région du Kalahari. L'altitude la région varie entre 1200 et 1500 mètres. La moyenne annuelle des précipitations est comprise entre 200 et 250 mm. La rivière Guwisib, qui est un affluent de l'oued Auob traverse le village.
La plupart des maisons du village sont des cabanes construites avec des plaques de tôle ondulée. La moitié de la population est au chômage, l'analphabétisme est élevé. L'activité principale est l'élevage de chèvres et moutons.

## Histoire

### Période ante-coloniale
Hoachanas avait été le centre principal de la Nation rouge qui est une tribu du peuple Nama depuis la formation de ce groupe à la fin du XVIIe siècle. Le village possède une source localisée en son centre. Elle se trouve derrière l'ancienne église luthérienne.
Le traité de paix de Hoachanas signé en 1858 se concrétisa par une alliance entre le chef tribal Jonker Afrikaner de la tribu Orlam et chef du peuple Nama ǁOaseb. Ces deux personnes étaient les chefs tribaux les plus puissants du Sud-ouest africain à l'époque. Ce traité divisa le Sud-ouest africain en deux zones tribales respectivement le Namaland et le Hereroland. Le Namaland s'étendait de Kalahari jusqu'aux Monts Auas à proximité de Windhoek. Bien que n'étant pas de descendance Herero, Jonker Afrikaner fut accepté comme le dirigeant du Hereroland et conserva sa position jusqu'à ce qu'il fût battu par Maharero en 1880. 13 chefs Nama adoptèrent le traité.
Lorsque Manasse ǃNoreseb devint chef de la Nation rouge en 1880, Hendrik Witbooi, dirigeant du ǀKhowesin (Witbooi Nama), possédait un pouvoir considérable. Witbooi était un rival de Manasse. Il installa un chef rival pour la Nation rouge en la personne de
Fritz Lazarus, et attaqua Hoachanas à plusieurs occasions. Manasse et son clan, bien que sous la protection du Reich allemand à la suite du traité de 1884 qui établit la colonie allemande du Sud-Ouest africain, s'enfuirent de leur village et s'établirent à Seeis, qui était dans une zone contrôlée par Maharero. Après la défaite de l'armée de Witbooi's par les Allemands en 1894, Manasse retourna à Hoachanas.

### Période coloniale allemande

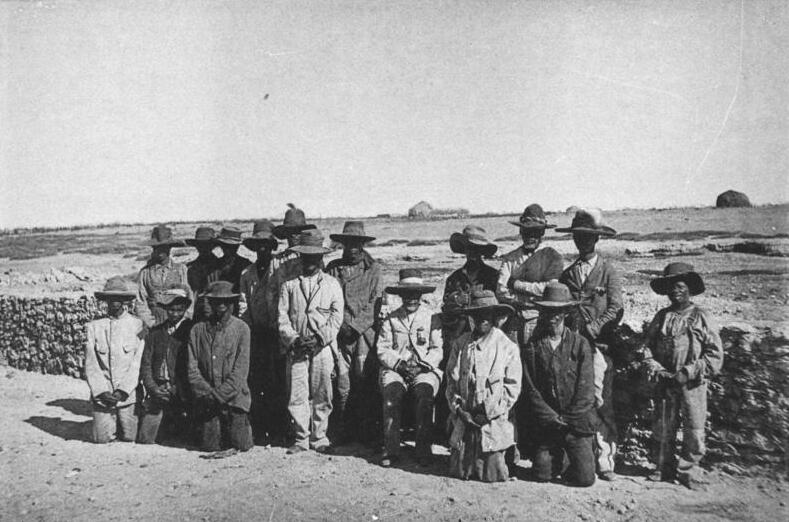
Manasse Noreseb (assis au centre) avec le clan des anciens, Hoachanas 1897

En 1902 le Reich allemand confirma Hoachanas comme la capitale de la Nation rouge et créait une réserve de 50 000 ha.
Lorsque la guerre contre les Herero et Nama éclata, les Allemands attaquant les indigènes dans leur territoire, Manasse ǃNoreseb and Hendrik Witbooi cessèrent leurs hostilités et combattirent ensemble les Schutztruppe (forces de protection déployées dans la colonie allemande). Manasse, n'ayant que 100 soldats défendit la partie est centrale de Aranos, Leonardville, Aminuis, et Hoachanas.
Les troupes du Reich allemand battirent les peuples Nama et Herero à l'issue de cette bataille. Namas fut promené dans tout le pays et fut ensuite expulsé vers les colonies allemandes du Togo et du Cameroun. Le pays Nama fut anéanti et Hoachanas perdit son importance comme capitale. Toutes les terres et le bétail furent confisqués par les Allemands ; la Nation rouge n'obtint un nouveau chef tribal qu'en 1922.

### Période du mandat sud-africain
Dans les années 1950, 400 Namas vivaient dans le village ainsi qu'un certain nombre de Boers qui étaient des paysans blancs afrikaners. Les Boers tentèrent d'expulser le peuple Nama vers leur bantoustan à proximité de Tses and Aminuis au nord de Keetmanshoop. La superficie de la réserve de Hoachanas fut réduite à 14 000 ha. L'ordre d'expulsion fut confirmé par la Haute Cour de Windhoek en 1959. Cependant, seulement Markus Kooper, guide sprituel du peuple Nama, fut obligé de déménager avec sa famille vers le village d'Itsawisis. Le reste de la tribu s'opposa à son expulsion au temps de l'apartheid, Kooper fut ensuite rapatrié grâce à l'aide de son peuple.

### Namibie indépendante
En 1996, le gouvernement de la Namibie acheta les fermes Blankenese et Gomchanas qu'il intégra dans le territoire de la commune qui atteignit alors une superficie de 22 000 ha.

## Centre de vol à voile de Bitterwasser

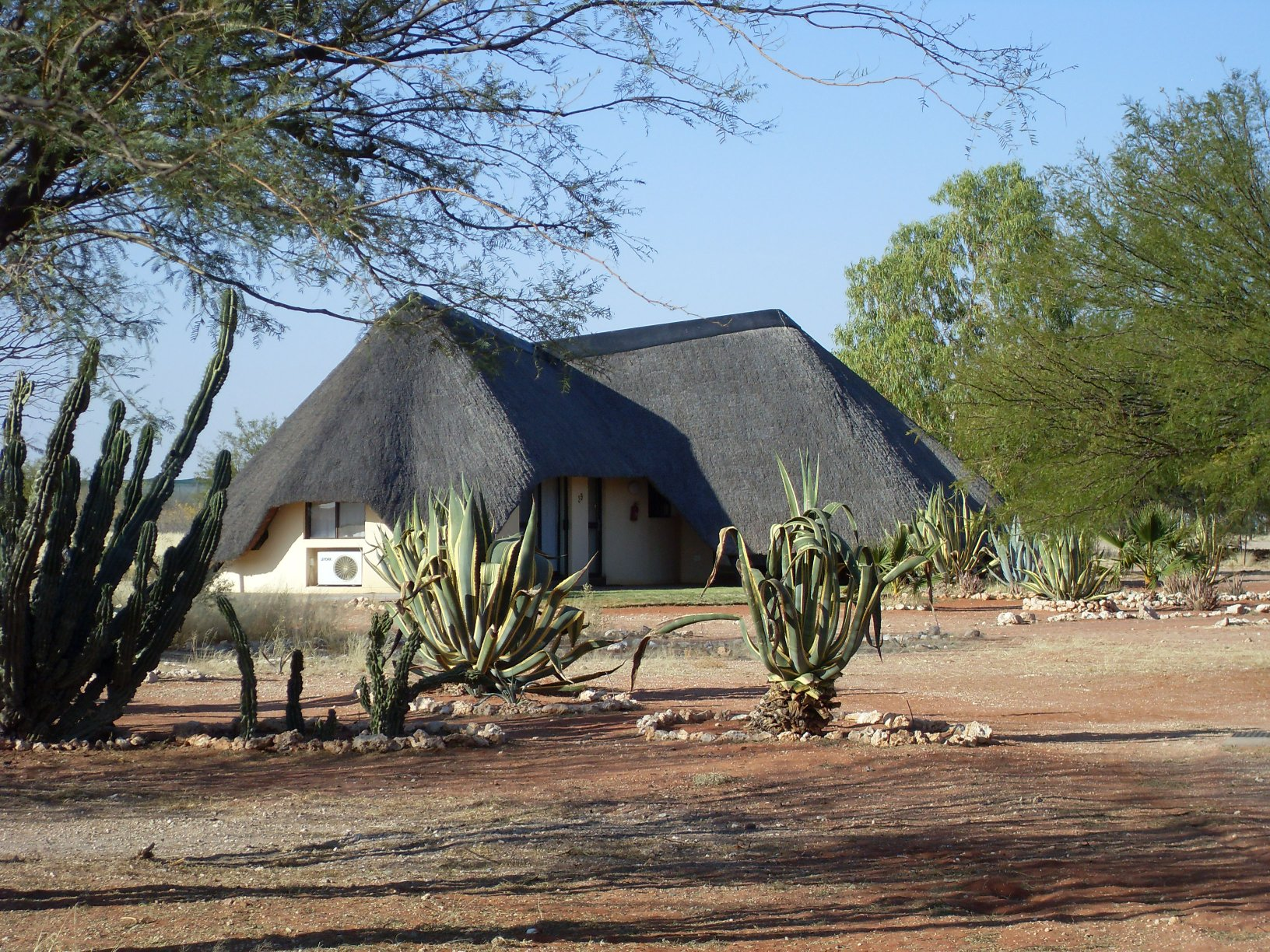
Bungalow au centre de vol à voile à Bitterwasser.

À proximité de Hoachanas (à 8 km au NW), les Allemands ont développé un centre de vol à voile situé en plein milieu du désert broussailleux sur un lac asséché.
Étant donné le climat très aride de la région, des conditions exceptionnelles de vol sont présentes durant l'été austral où les plafonds peuvent atteindre l'altitude de 5 000 mètres voire plus.
Les vols de 1000 km sont monnaie courante et pour chaque vol de 1000 km réussi, un palmier est planté.
Durant l'hiver boréal, les européens effectuent un envoi groupé de planeurs dans un conteneur et vont voler durant l'été austral,.
Un accident de planeur se produisit le 28 novembre 2010 au cours duquel le pilote fut tué. Un autre accident mortel se produisit le 24 décembre 2015 (la veille de Noël) au cours duquel un pilote suisse fut tué et son planeur réduit en morceaux.

## Personnalités liées à la commune
- Katrina Hanse-Himarwa (1967-2024), femme politique et ministre namibienne, née à Hoachanas.